# جشنواره بین‌المللی جاز مونترآل

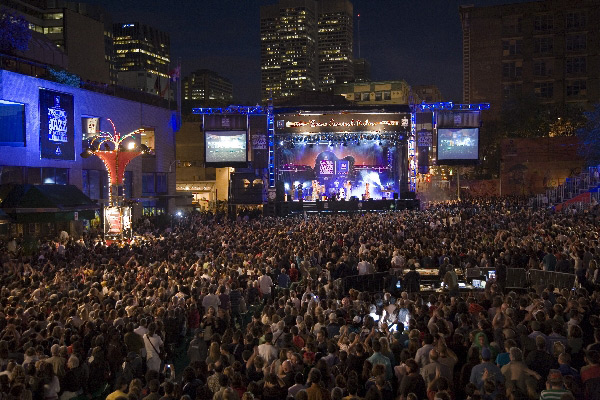
جشنواره بین المللی جاز مونترال در کشور کانادا

جشنواره بین‌المللی جاز مونترآل (به فرانسوی: Festival International de Jazz de Montréal) یک جشنواره سالانه جاز است که در مونترآل، کبک، کانادا برگزار می‌شود. این جشنواره دارنده رکورد ۲۰۰۴ جهانی گینس به عنوان بزرگترین جشنواره جاز جهان است. هر ساله در حدود ۳۰۰۰ هنرمند از بیش از ۳۰ کشور، بیش از ۶۵۰ کنسرت (از جمله ۴۵۰ اجرای رایگان در فضای باز) را ارایه می‌کند و بیش از ۲ میلیون بازدیدکننده دارد. این جشنواره در ۲۰ استیج مختلف برگزار می‌شود.